# こだまじゅんじろう
こだまじゅんじろう（児玉潤二郎、1975年- ）は、日本の実業家。株式会社ClaGla代表取締役社長。キャラクターデザイナー、映像作家、ゲームデザイナー。

## 経歴
北海道に生まれる。旅行関係の専門学校を卒業後、添乗業務を専門に行う会社に就職し約１年半添乗員として働いた。自動車工場の臨時工で資金を稼ぎ、友人とともに半年かけて日本全国を周った。日本一周の旅から戻った後は、故郷の札幌でWeb制作を手がける会社に就職。
2000年、フリーランスのクリエイター集団「Puff5」を設立。
2001年4月、インタークロス・クリエイティブ・センター（札幌市デジタル創造プラザ）に第一期生として入居。「有限会社パフ」を設立。
2001年秋、キャラクターデザインのユニットTamasを結成。
2002年、TamasとしてICCに入居。
2005年、ICCを卒業。
2007年、自身が監督した短編映画「Instruction / 注意書き」が、香港の証券会社CLSAが行った日本の若手映像作家を対象とした映像コンテストでグランプリを受賞。
2008年4月28日、コンテンツの製作と流通を手がける新会社「株式会社スノウバグズ」を設立。同社で役員となり、Tamasは同社の所属クリエイターとなる。
2008年9月、自身が監督した短編映画「Instruction / 注意書き」が、札幌国際短編映画祭でBest Hokkaido Short（最優秀道内作品賞）を受賞。
2016年春、ClaGlaの前身であるボードゲームサークル「CRIMAGE」に参加。ワカサギ釣りガイドの経験をもとにしたボードゲーム「ワカサギ - The Ice Fishing -」を制作。
2017年冬、登別商工会議所青年部とのコラボレーションしたボードゲーム「のぼりべつ」を制作。
2018年5月1日、主にアナログゲームの企画・開発・販売、謎解きゲームイベントの企画開発を行う「株式会社ClaGla」設立。同社で代表取締役社長となる。

## 受賞歴
- 香港の証券会社CLSAが行った日本の若手映像作家を対象とした映像コンテストでグランプリ-「Instruction / 注意書き」
- 札幌国際短編映画祭Best Hokkaido Short（最優秀道内作品賞）-「Instruction / 注意書き」

## 作品一覧

### 短編映画
- Instruction / 注意書き」-監督

### ボードゲーム
- 「ワカサギ - The Ice Fishing -」(CRIMAGE)-ゲームデザイン
- 「のぼりべつ」(CRIMAGE)-ゲームデザイン